# 漢源郡
漢源郡，中国唐朝时设置的郡，又作洪源郡。
唐玄宗天宝元年（742年），改黎州置漢源郡。治所在汉源县（今四川省汉源县北九襄镇）。下辖汉源县、通望县（今四川省汉源县大树镇）。辖境相当今四川汉源县、石棉县、甘洛县三县及越西县、冕宁县二县北部，泸定县南部地。唐肃宗乾元元年（758年）复改为黎州。